# Ernst Benjamin Gottlieb Hebenstreit
Ernst Benjamin Gottlieb Hebenstreit (* 10. Februar 1758 in Leipzig; † 12. Dezember 1803 ebenda) war ein deutscher Mediziner.

## Leben
Ernst Benjamin Gottlieb war der Sohn des Leipziger Medizinprofessors Johann Ernst Hebenstreit und dessen Frau Christina Eugenia geb. Bosseck. Seine Studien begann er an der Universität Leipzig, wo er sich am 23. Dezember 1774 immatrikulierte. Am 25. Oktober 1777 erwarb er sich das Baccalaurat der medizinischen Wissenschaften und am 18. Februar 1779 wurde er Magister legens, was ihn befähigte Vorlesungen zu halten.
Seine Ausbildung setzte er am 11. April 1783 mit dem Erwerb des Lizentiats und im selben Jahr mit der Promotion zum Doktor der Medizin fort. Danach begab er sich auf eine Bildungsreise, die ihn durch Deutschland und Frankreich führte. Zurückgekehrt nach Leipzig übertrug man ihm 1785 eine außerordentliche Professur der Medizin. Ab 1796 arbeitete er als Substitut des Professors der Therapie in Leipzig, welche Aufgabe er 1801 vollständig übernahm. 1803 übertrug man ihm als Direktor die Leitung des Jakobshospitals in Leipzig, welche Aufgabe er nicht mehr ausfüllen konnte, da er im gleichen Jahr verstarb.

## Familie
Hebenstreit verheiratete sich am 1. Juni 1796 in Leipzig mit Henriette Eleonore Apel (* 27. Juni 1770 in Halberstadt; † 4. März 1806 in Leipzig), die Tochter des Kaufmanns in Halberstadt Johann Friedrich Ferdinand Apel (* 21. Oktober 1731 in Borna; † 4. März 1783 in Halberstadt) und dessen Frau Dorothea Henriette Schultze (* 12. Oktober 1736 in Magdeburg; † 1. Juli 1771 in Halberstadt). Aus der Ehe stammen Kinder. Von diesen kennt man:
1. Sohn Ernst Eduard Wilhelm Hebenstreit (* 19. Mai 1799 in Leipzig; † 24. Juni 1823 ebenda), besuchte vom 30. August 1813 bis zum 25. Februar 1818 die Landesschule Pforta, studierte an der Universität Leipzig,
2. Tochter Johanne Auguste Eugenie Hebenstreit (* 1. September 1801 in Leipzig; † 26. Dezember 1871 in Halle (Saale)), ⚭ 26. Mai 1822 mit dem Buchhändler in Halle (Saale) Hermann Eduard Anton (* 17. Dezember 1794 in Görlitz; † 24. April 1872 in Halle (Saale))

## Werke (Auswahl)
- Diatribe De vegetatione hyemali. Leipzig, 1777 (Digitalisat)
- De potulenorum cura in republica bene ordinata ad sanitatis leges compenda, sect. I. de aqua. Leipzig, 1778,
- Schediasma De Corporum Animalium Fabrica Animarum Facultatibus Accommodata. Leipzig, 1778, (Digitalisat)
- De coporum animalium fabrica animarum facultatibus accommondata. Leipzig, 1778
- Caussas Humorum motum in plantis commutantes recensent. Leipzig, 1779, (Digitalisat)
- Curae sanitatis publicae pud veteres exempla; Diss. I. Leipzig 1779
- Curae sanitatis publicae pud veteres exempla; Diss. II. Leipzig, 1783, (Digitalisat)
- De Aquae Natura Aerea secundum recentiorum chemicorum experimenta. Leipzig, 1785, (Digitalisat)
- De doctrinae medicae ambitu. 1785
- Ueber die Bestimmung unserer Begriffe von Lebenskraft durch die Erfahrung. 1786 In: Johann Gardiner: Untersuchungen über die Natur thierischer Körper.
- Handbuch der militairischen Arzneikunde für Feldärzte und Wundärzte, in Garnisonen und Kriegslazarethen : Nach dem Plane eines englischen Werks von Hamilton. Leipzig, 1790, 3. Bde. (Bd. 1.), (Bd. 2), (Bd. 3)
- Lehrsätze der medizinischen Polizeiwissenschaft. Dyk, Leipzig 1791. (Digitalisat)
- System der Wundarzneykunst für Feldwundärzte. Wien, 1791, (Digitalisat)
- Doctrinae physiologicae de turgore vitali brevis expositio. Sommer, Leipzig 1795. (Digitalisat)
- De uteri concretione morbosa. Klaybarth, Leipzig 1801. (Digitalisat)

## Weblink
- Werke von und über Ernst Benjamin Gottlieb Hebenstreit in der Deutschen Digitalen Bibliothek